# Claymont
Claymont é uma região censo-designada localizada no estado americano de Delaware, no Condado de New Castle. Possui quase 10 mil habitantes, de acordo com o censo nacional de 2020.

## Geografia
De acordo com o Departamento do Censo dos Estados Unidos, a região tem uma área de 5,6 km², dos quais todos os 5,6 km² estão cobertos por terra.

### Localidades na vizinhança
O diagrama seguinte representa as localidades num raio de 8 km ao redor de Claymont.

## Demografia

### Censo 2020
Segundo o censo nacional de 2020, a sua população é de 9 895 habitantes e sua densidade populacional de 1 776,5 hab/km². Seu crescimento populacional na última década foi de 19,9%, acima do crescimento estadual de 10,2%.
Possui 4 319 residências que resulta em uma densidade de 775,4 residências/km² e um aumento de 17,9% em relação ao censo anterior. Deste total, 5,9% das unidades habitacionais estão desocupadas. A média de ocupação é de 2,4 pessoas por residência.
A renda familiar média é de 59 613 dólares e a taxa de emprego é de 61,9%.

## Marcos históricos
O Registro Nacional de Lugares Históricos lista sete marcos históricos em Claymont. O primeiro marco foi designado em 21 de junho de 1971 e o mais recente em 10 de abril de 2017, o Holly Oak.